# Afghaanse babbelaar
De Afghaanse babbelaar (Argya huttoni synoniem:Turdoides huttoni) is een zangvogel uit de familie Leiothrichidae. Het is een vogel die voorkomt in droge gebieden in het Midden Oosten.  

## Taxonomie
De vogel werd in 1847 door Edward Blyth geldig beschreven en vernoemd naar de Britse legerofficier en natuuronderzoeker Thomas Hutton (1806-1875). Deze soort is nauw verwant aan de gewone babbelaar (A. caudata) en wordt dan ook wel als een ondersoort daarvan beschouwd, onder andere door BirdLife International. Blyth gaf ook al aan dat de vogel alleen maar verschilt in gemiddelde grootte en bleker uiterlijk.

## Kenmerken
De vogel is gemiddeld 26 cm, iets groter dan de gewone babbelaar. Verder is er verschil in zowel wat betreft de geluiden die ze maken als het uiterlijk. De Afghaanse babbelaar heeft een grotere snavel en donkere strepen op de borst en is bleker grijsbruin.

## Verspreiding en leefgebied
Deze soort komt voor van Irak tot Pakistan en telt twee ondersoorten:
- A. h. salvadorii: oostelijk Irak en westelijk Iran.
- A. h. huttoni: oostelijk Iran, zuidelijk Afghanistan en zuidwestelijk Pakistan.

## Status
De Afghaanse babbelaar komt niet als aparte soort voor op de lijst van het IUCN, maar is daar (nog) een ondersoort van de gewone babbelaar (Argya caudata).